# نیروگاه هسته‌ای الضعبه

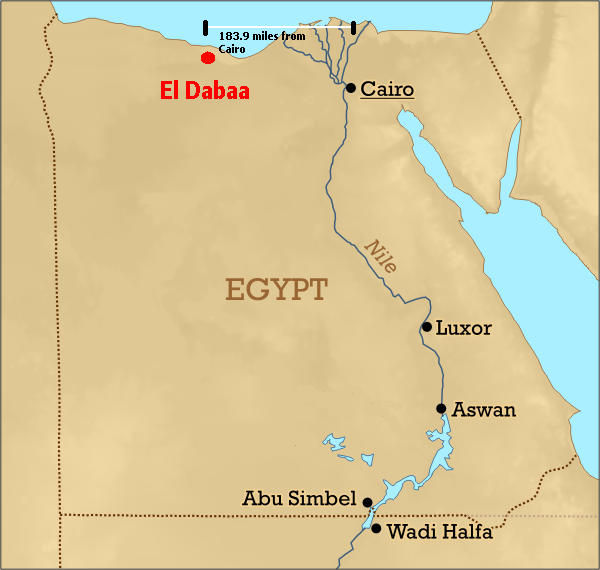
نیروگاه هسته‌ای الضعبه

نیروگاه هسته‌ای الضعبه (انگلیسی: El Dabaa Nuclear Power Plant) نخستین نیروگاه هسته‌ای برنامه‌ریزی شده برای کشور مصر بوده و در الضبعه در استان مطروح مصر، که در ۱۳۰ کیلومتری شمال قاهره واقع شده‌است، قرار خواهد داشت. این نیروگاه به چهار رآکتور انرژی آبی-آبی (VVER-1200) مجهز خواهد بود که این موضوع کشور مصر را به تنها کشوری که در منطقه تبدیل خواهد کرد که از یک رآکتور نسل ۳+ بهره‌مند می‌شود.